# Перепілка гімалайська
Перепілка гімалайська (Ophrysia superciliosa) — вид перепілок середнього розміру, єдиний представник свого роду. Це сіро-коричневі птахи з червоним дзьобом та ногами; завдовжки до 25 см.
Востаннє цей вид спостерігався 1876 року, зараз знаходиться на межі зникнення або вже вимер. Був відомий лише з двох ділянок у Західних Гімалаях, у індійському штаті Уттаракханд. Після 1876 року, незважаючи на організовані пошуки, безсумнівних ознак існування цих птахів виявити не вдалося, хоча й були повідомлення про їх спостереження. Залишається ймовірність, що мала популяція цих птахів все ще продовжує існувати.